# ساترنالیا
ساتورنالیا(انگلیسی: Saturnalia) یا جشن ساتورن یا جشن خدای زحل، جشنواره ای در روم باستان بود که به افتخار ساتورن برگزار می‌شد.

## معرفی
در سنت‌ها و آداب و رسوم رومی، و در خاطرات باقی‌مانده از دوران موسوم به عصر طلایی، در روزگاران اسطوره‌ای که ساتورن بر جهان حکم می‌راند، جشن بزرگی به نام ساتورنالیا یا جشن ساتورن یا جشن خدای زحل، در طول ماه‌های زمستان و در حوالی زمان انقلاب زمستانی برگزار می‌شد. مدت زمان برگزاری این جشن، در اصل فقط طی یک روز طولانی، و معمولاً در روز ۱۷ دسامبر بود، اما بعدها این جشن، برای زمانی حدود یک هفته به طول می‌انجامید. در طی ساتورنالیا (جشن خدای زحل)، نقش ارباب و برده، معکوس می‌شد، از محدودیت‌های اخلاقی کاسته می‌گردید، و اصول و قواعد آداب معاشرت نادیده گرفته می‌شدند. تصور می‌شود که از میان جشنواره‌های کهن، جشن ساتورنالیا و لوپرکالیا را بتوان ریشه و سرمنشاء سال کارناوال دانست.
ساتورنالیا بزرگترین جشن مربوط به ساتورن، خدای کهن کشاورزی بود که در ماه دسامبر برگزار می‌شد و احتمالاً با کشت زمستانه در ارتباط بود. این جشن که در اصل یک جشن روستایی بود، به تدریج در شهرها هم رواج زیادی پیدا کرد و طول مدت آن را تکمیل کرده، به هفت روز رساندند. در این مدت، همه کسب و کارهای دولتی و خصوصی به کلی تعطیل بود. محاکم قضایی و مدارس بسته می‌شد و احکام مجازات مجرمین و فعالیت‌های نظامی به حالت تعلیق درمی‌آمد و به بعد موکول می‌شد. غلامان و بردگان موقتاً آزاد می‌شدند و اجازه داشتند هر کاری که دلشان می‌خواهد بکنند و هرچه بخواهند، بگویند.
هدایایی، خصوصاً عروسک‌های سفالی یا مومی رد و بدل می‌شد و شهروندان همه روز را بر سر میز ضیافت می‌نشستند و می‌خوردند و می‌نوشیدند. رسم برگزیدن یک شاه دروغین برای یک روز، (که در طی این جشن به انجام می‌رسید)، رسمی بود که احتمالاً از یونان یا شرق نزدیک گرفته شده بود. تیتوس لیویوس در کتاب از پیدایش روم می‌گوید که در زمان کنسولی مارکوس مینوکیوس و آئولوس سمپرونیوس (سال ۴۹۷ قبل از میلاد) معبدی وقف ساترن شد و ساتورنالیا را از آن زمان جشن می‌گرفتند.
شبیه رسم اخیر در پیشینه ایران نیز، با عناوینی همچون میر نوروزی سابقه دارد.

## شرح
با به پایان رسیدن کشت پاییزی در هفدهم دسامبر، جشن ساتورنالیا که با ساتورن به معنی کشتن پیوند داشت، برپا و دو روز پیش از این، یعنی در پانزدهم دسامبر، جشن کانسوالیای دوم و دو روز بعد از ساتورنالیا، در نوزدهم دسامبر جشن اوپالیا انجام می‌گرفت.
ساتورنالیا جمع ساتورن است و این جشن و اکثر جشن‌های شبیه آن با کار کشاورزی پیوند داشته‌اند و کاربرد آنها، مزید بر جامعه‌های روستایی در شهرهایی است که تا پایان جمهوری بر واردات غلات متکی بودند. این جشن تا پایان دوره چند خدایی، بعنوان جشن شاد زمستانی ادامه یافت.
مسیحیان امروزه فراموش کرده‌اند که جشن نوئل یا کریسمس، در واقع همان تداوم جشن ساتورنالیا است و کریسمس را بگونه‌ای نمادین با تولد عیسی مسیح در بیت اللحم پیوند می‌دهند.